# Ильин-Женевский, Александр Фёдорович
Алекса́ндр Фёдорович Ильи́н-Жене́вский (настоящая фамилия Ильин, вторая часть фамилии взята по месту политической эмиграции; 16 [28] ноября 1894, Санкт-Петербург, Российская империя — 3 сентября 1941, Новая Ладога, Ленинградская область, РСФСР, СССР) — советский шахматист, мастер спорта СССР с 1925 года, теоретик, литератор, журналист и выдающийся организатор шахматной жизни в России и СССР. Партийный деятель, участник подпольного большевистского движения, участник штурма Зимнего дворца.

## Биография

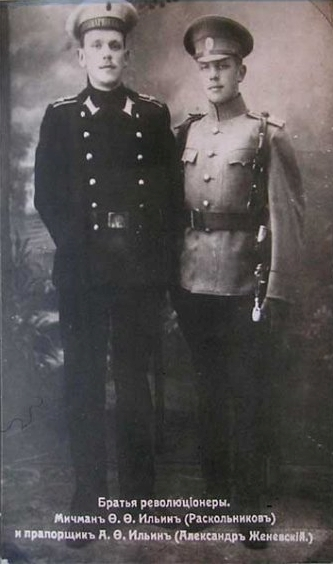
Александр Ильин-Женевский с братом Фёдором

Александр Ильин родился 16 (28) ноября 1894 года в Петербурге в дворянской семье адмирала Фёдора Ильина. По другим данным (личное дело в ЦГАИПД Санкт-Петербурга), родителями Ильина были протодиакон Сергиевского всей артиллерии собора Фёдор Александрович Петров и Антонина Васильевна Ильина, дочь генерал-майора артиллерии В. М. Ильина. Его старший брат Ф. Ф. Раскольников (Ильин) также был известным революционером, партийным и государственным деятелем.
В юные годы увлекся шахматной игрой и участвовал в петербургских соревнованиях. С 1912 года находился в политической эмиграции в Швейцарии (как член партии большевиков). В 1914 году выиграл первенство Женевы. В том же году вернулся в Россию и участвовал в Первой мировой войне, был отравлен газами, контужен. Играть в шахматы Ильину-Женевскому пришлось учиться дважды — в детстве и после тяжёлой контузии, полученной на фронте, после которой он забыл, как ходят шахматные фигуры.
С 1916 года проходил службу офицером в огнемётно-химическом батальоне, расквартированном в Петрограде. Принимал участие в русских революциях 1917 года. Комиссар Петроградского военно-революционного комитета.
В 1920 году, будучи комиссаром Центрального управления Всевобуча, организовал в Москве Всероссийскую шахматную олимпиаду, которая стала первым чемпионатом Советской России. Сам участвовал в ней, разделив 9—10 места.
В 1921 году поступил на дипломатическую работу: служил консулом в Либаве (Латвия).
Участвовал в семи чемпионатах СССР, дважды был чемпионом Ленинграда (в 1926 и 1929 годах), победил в первенстве ВЦСПС (1927 год) и разделил 1—2 места в чемпионате Закавказья (1932 год).
В Первом московском международном турнире 1925 года разделил 9—10 места и нанёс 18 ноября сенсационное поражение чемпиону мира Капабланке. Эта победа ввела его в число членов символического клуба победителей чемпионов мира Михаила Чигорина.
Автор ряда книг. Среди них написанные в форме «Дневника участника» яркие зарисовки Ласкера и Капабланки во время участия в московском международном турнире 1925 года (Москва, 1926). Автобиографические «Записки советского мастера» (Ленинград, 1929) и книга «Матч Алехин — Капабланка» (Ленинград, 1927).
Как журналист проявил себя, будучи главным редактором журналов «Шахматный листок» (Ленинград, 1925—1930 годы) и «Шахматы в СССР» (Москва, 1936—1937 годы).
При эвакуации из Ленинграда погиб 3 сентября 1941 года в Новой Ладоге во время налёта немецкой авиации. Похоронен в Новой Ладоге на братском мемориальном кладбище.
С 1988 года в городе Новая Ладога ежегодно проходит Мемориал А. Ф. Ильина-Женевского.

## Семья и личная жизнь
В 1932 году женился на Таисии Александровне Вязовской (1909—1941), артистке балета Ленинградского мюзик-холла. Вязовская также была сильной шахматисткой. В 1939 году она разделила 1—2 места в женском турнире ДСО «Октябрь», а в 1940 году участвовала в женском чемпионате Ленинграда. Через несколько дней после гибели Ильина-Женевского Вязовская покончила с собой и была похоронена в одной могиле с ним.

## Вклад в теорию дебютов
Ильин-Женевский разработал и активно применял собственную систему в голландской защите: 1. d4 f5 2. c4 e6 3. Кf3 Кf6 4. g3 Сe7 5. Сg2 0—0 6. 0—0 d6. Ныне система носит его имя.
|   | a | b | c | d | e | f | g | h |   |
| - | --- | --- | --- | --- | --- | --- | --- | --- | - |
| 8 | a8 чёрная ладья · b8 чёрный конь · c8 чёрный слон · d8 чёрный ферзь · f8 чёрная ладья · g8 чёрный король · a7 чёрная пешка · b7 чёрная пешка · c7 чёрная пешка · e7 чёрный слон · g7 чёрная пешка · h7 чёрная пешка · d6 чёрная пешка · e6 чёрная пешка · f6 чёрный конь · f5 чёрная пешка · c4 белая пешка · d4 белая пешка · f3 белый конь · g3 белая пешка · a2 белая пешка · b2 белая пешка · e2 белая пешка · f2 белая пешка · g2 белый слон · h2 белая пешка · a1 белая ладья · b1 белый конь · c1 белый слон · d1 белый ферзь · f1 белая ладья · g1 белый король | a8 чёрная ладья · b8 чёрный конь · c8 чёрный слон · d8 чёрный ферзь · f8 чёрная ладья · g8 чёрный король · a7 чёрная пешка · b7 чёрная пешка · c7 чёрная пешка · e7 чёрный слон · g7 чёрная пешка · h7 чёрная пешка · d6 чёрная пешка · e6 чёрная пешка · f6 чёрный конь · f5 чёрная пешка · c4 белая пешка · d4 белая пешка · f3 белый конь · g3 белая пешка · a2 белая пешка · b2 белая пешка · e2 белая пешка · f2 белая пешка · g2 белый слон · h2 белая пешка · a1 белая ладья · b1 белый конь · c1 белый слон · d1 белый ферзь · f1 белая ладья · g1 белый король | a8 чёрная ладья · b8 чёрный конь · c8 чёрный слон · d8 чёрный ферзь · f8 чёрная ладья · g8 чёрный король · a7 чёрная пешка · b7 чёрная пешка · c7 чёрная пешка · e7 чёрный слон · g7 чёрная пешка · h7 чёрная пешка · d6 чёрная пешка · e6 чёрная пешка · f6 чёрный конь · f5 чёрная пешка · c4 белая пешка · d4 белая пешка · f3 белый конь · g3 белая пешка · a2 белая пешка · b2 белая пешка · e2 белая пешка · f2 белая пешка · g2 белый слон · h2 белая пешка · a1 белая ладья · b1 белый конь · c1 белый слон · d1 белый ферзь · f1 белая ладья · g1 белый король | a8 чёрная ладья · b8 чёрный конь · c8 чёрный слон · d8 чёрный ферзь · f8 чёрная ладья · g8 чёрный король · a7 чёрная пешка · b7 чёрная пешка · c7 чёрная пешка · e7 чёрный слон · g7 чёрная пешка · h7 чёрная пешка · d6 чёрная пешка · e6 чёрная пешка · f6 чёрный конь · f5 чёрная пешка · c4 белая пешка · d4 белая пешка · f3 белый конь · g3 белая пешка · a2 белая пешка · b2 белая пешка · e2 белая пешка · f2 белая пешка · g2 белый слон · h2 белая пешка · a1 белая ладья · b1 белый конь · c1 белый слон · d1 белый ферзь · f1 белая ладья · g1 белый король | a8 чёрная ладья · b8 чёрный конь · c8 чёрный слон · d8 чёрный ферзь · f8 чёрная ладья · g8 чёрный король · a7 чёрная пешка · b7 чёрная пешка · c7 чёрная пешка · e7 чёрный слон · g7 чёрная пешка · h7 чёрная пешка · d6 чёрная пешка · e6 чёрная пешка · f6 чёрный конь · f5 чёрная пешка · c4 белая пешка · d4 белая пешка · f3 белый конь · g3 белая пешка · a2 белая пешка · b2 белая пешка · e2 белая пешка · f2 белая пешка · g2 белый слон · h2 белая пешка · a1 белая ладья · b1 белый конь · c1 белый слон · d1 белый ферзь · f1 белая ладья · g1 белый король | a8 чёрная ладья · b8 чёрный конь · c8 чёрный слон · d8 чёрный ферзь · f8 чёрная ладья · g8 чёрный король · a7 чёрная пешка · b7 чёрная пешка · c7 чёрная пешка · e7 чёрный слон · g7 чёрная пешка · h7 чёрная пешка · d6 чёрная пешка · e6 чёрная пешка · f6 чёрный конь · f5 чёрная пешка · c4 белая пешка · d4 белая пешка · f3 белый конь · g3 белая пешка · a2 белая пешка · b2 белая пешка · e2 белая пешка · f2 белая пешка · g2 белый слон · h2 белая пешка · a1 белая ладья · b1 белый конь · c1 белый слон · d1 белый ферзь · f1 белая ладья · g1 белый король | a8 чёрная ладья · b8 чёрный конь · c8 чёрный слон · d8 чёрный ферзь · f8 чёрная ладья · g8 чёрный король · a7 чёрная пешка · b7 чёрная пешка · c7 чёрная пешка · e7 чёрный слон · g7 чёрная пешка · h7 чёрная пешка · d6 чёрная пешка · e6 чёрная пешка · f6 чёрный конь · f5 чёрная пешка · c4 белая пешка · d4 белая пешка · f3 белый конь · g3 белая пешка · a2 белая пешка · b2 белая пешка · e2 белая пешка · f2 белая пешка · g2 белый слон · h2 белая пешка · a1 белая ладья · b1 белый конь · c1 белый слон · d1 белый ферзь · f1 белая ладья · g1 белый король | a8 чёрная ладья · b8 чёрный конь · c8 чёрный слон · d8 чёрный ферзь · f8 чёрная ладья · g8 чёрный король · a7 чёрная пешка · b7 чёрная пешка · c7 чёрная пешка · e7 чёрный слон · g7 чёрная пешка · h7 чёрная пешка · d6 чёрная пешка · e6 чёрная пешка · f6 чёрный конь · f5 чёрная пешка · c4 белая пешка · d4 белая пешка · f3 белый конь · g3 белая пешка · a2 белая пешка · b2 белая пешка · e2 белая пешка · f2 белая пешка · g2 белый слон · h2 белая пешка · a1 белая ладья · b1 белый конь · c1 белый слон · d1 белый ферзь · f1 белая ладья · g1 белый король | 8 |
| 7 | a8 чёрная ладья · b8 чёрный конь · c8 чёрный слон · d8 чёрный ферзь · f8 чёрная ладья · g8 чёрный король · a7 чёрная пешка · b7 чёрная пешка · c7 чёрная пешка · e7 чёрный слон · g7 чёрная пешка · h7 чёрная пешка · d6 чёрная пешка · e6 чёрная пешка · f6 чёрный конь · f5 чёрная пешка · c4 белая пешка · d4 белая пешка · f3 белый конь · g3 белая пешка · a2 белая пешка · b2 белая пешка · e2 белая пешка · f2 белая пешка · g2 белый слон · h2 белая пешка · a1 белая ладья · b1 белый конь · c1 белый слон · d1 белый ферзь · f1 белая ладья · g1 белый король | a8 чёрная ладья · b8 чёрный конь · c8 чёрный слон · d8 чёрный ферзь · f8 чёрная ладья · g8 чёрный король · a7 чёрная пешка · b7 чёрная пешка · c7 чёрная пешка · e7 чёрный слон · g7 чёрная пешка · h7 чёрная пешка · d6 чёрная пешка · e6 чёрная пешка · f6 чёрный конь · f5 чёрная пешка · c4 белая пешка · d4 белая пешка · f3 белый конь · g3 белая пешка · a2 белая пешка · b2 белая пешка · e2 белая пешка · f2 белая пешка · g2 белый слон · h2 белая пешка · a1 белая ладья · b1 белый конь · c1 белый слон · d1 белый ферзь · f1 белая ладья · g1 белый король | a8 чёрная ладья · b8 чёрный конь · c8 чёрный слон · d8 чёрный ферзь · f8 чёрная ладья · g8 чёрный король · a7 чёрная пешка · b7 чёрная пешка · c7 чёрная пешка · e7 чёрный слон · g7 чёрная пешка · h7 чёрная пешка · d6 чёрная пешка · e6 чёрная пешка · f6 чёрный конь · f5 чёрная пешка · c4 белая пешка · d4 белая пешка · f3 белый конь · g3 белая пешка · a2 белая пешка · b2 белая пешка · e2 белая пешка · f2 белая пешка · g2 белый слон · h2 белая пешка · a1 белая ладья · b1 белый конь · c1 белый слон · d1 белый ферзь · f1 белая ладья · g1 белый король | a8 чёрная ладья · b8 чёрный конь · c8 чёрный слон · d8 чёрный ферзь · f8 чёрная ладья · g8 чёрный король · a7 чёрная пешка · b7 чёрная пешка · c7 чёрная пешка · e7 чёрный слон · g7 чёрная пешка · h7 чёрная пешка · d6 чёрная пешка · e6 чёрная пешка · f6 чёрный конь · f5 чёрная пешка · c4 белая пешка · d4 белая пешка · f3 белый конь · g3 белая пешка · a2 белая пешка · b2 белая пешка · e2 белая пешка · f2 белая пешка · g2 белый слон · h2 белая пешка · a1 белая ладья · b1 белый конь · c1 белый слон · d1 белый ферзь · f1 белая ладья · g1 белый король | a8 чёрная ладья · b8 чёрный конь · c8 чёрный слон · d8 чёрный ферзь · f8 чёрная ладья · g8 чёрный король · a7 чёрная пешка · b7 чёрная пешка · c7 чёрная пешка · e7 чёрный слон · g7 чёрная пешка · h7 чёрная пешка · d6 чёрная пешка · e6 чёрная пешка · f6 чёрный конь · f5 чёрная пешка · c4 белая пешка · d4 белая пешка · f3 белый конь · g3 белая пешка · a2 белая пешка · b2 белая пешка · e2 белая пешка · f2 белая пешка · g2 белый слон · h2 белая пешка · a1 белая ладья · b1 белый конь · c1 белый слон · d1 белый ферзь · f1 белая ладья · g1 белый король | a8 чёрная ладья · b8 чёрный конь · c8 чёрный слон · d8 чёрный ферзь · f8 чёрная ладья · g8 чёрный король · a7 чёрная пешка · b7 чёрная пешка · c7 чёрная пешка · e7 чёрный слон · g7 чёрная пешка · h7 чёрная пешка · d6 чёрная пешка · e6 чёрная пешка · f6 чёрный конь · f5 чёрная пешка · c4 белая пешка · d4 белая пешка · f3 белый конь · g3 белая пешка · a2 белая пешка · b2 белая пешка · e2 белая пешка · f2 белая пешка · g2 белый слон · h2 белая пешка · a1 белая ладья · b1 белый конь · c1 белый слон · d1 белый ферзь · f1 белая ладья · g1 белый король | a8 чёрная ладья · b8 чёрный конь · c8 чёрный слон · d8 чёрный ферзь · f8 чёрная ладья · g8 чёрный король · a7 чёрная пешка · b7 чёрная пешка · c7 чёрная пешка · e7 чёрный слон · g7 чёрная пешка · h7 чёрная пешка · d6 чёрная пешка · e6 чёрная пешка · f6 чёрный конь · f5 чёрная пешка · c4 белая пешка · d4 белая пешка · f3 белый конь · g3 белая пешка · a2 белая пешка · b2 белая пешка · e2 белая пешка · f2 белая пешка · g2 белый слон · h2 белая пешка · a1 белая ладья · b1 белый конь · c1 белый слон · d1 белый ферзь · f1 белая ладья · g1 белый король | a8 чёрная ладья · b8 чёрный конь · c8 чёрный слон · d8 чёрный ферзь · f8 чёрная ладья · g8 чёрный король · a7 чёрная пешка · b7 чёрная пешка · c7 чёрная пешка · e7 чёрный слон · g7 чёрная пешка · h7 чёрная пешка · d6 чёрная пешка · e6 чёрная пешка · f6 чёрный конь · f5 чёрная пешка · c4 белая пешка · d4 белая пешка · f3 белый конь · g3 белая пешка · a2 белая пешка · b2 белая пешка · e2 белая пешка · f2 белая пешка · g2 белый слон · h2 белая пешка · a1 белая ладья · b1 белый конь · c1 белый слон · d1 белый ферзь · f1 белая ладья · g1 белый король | 7 |
| 6 | a8 чёрная ладья · b8 чёрный конь · c8 чёрный слон · d8 чёрный ферзь · f8 чёрная ладья · g8 чёрный король · a7 чёрная пешка · b7 чёрная пешка · c7 чёрная пешка · e7 чёрный слон · g7 чёрная пешка · h7 чёрная пешка · d6 чёрная пешка · e6 чёрная пешка · f6 чёрный конь · f5 чёрная пешка · c4 белая пешка · d4 белая пешка · f3 белый конь · g3 белая пешка · a2 белая пешка · b2 белая пешка · e2 белая пешка · f2 белая пешка · g2 белый слон · h2 белая пешка · a1 белая ладья · b1 белый конь · c1 белый слон · d1 белый ферзь · f1 белая ладья · g1 белый король | a8 чёрная ладья · b8 чёрный конь · c8 чёрный слон · d8 чёрный ферзь · f8 чёрная ладья · g8 чёрный король · a7 чёрная пешка · b7 чёрная пешка · c7 чёрная пешка · e7 чёрный слон · g7 чёрная пешка · h7 чёрная пешка · d6 чёрная пешка · e6 чёрная пешка · f6 чёрный конь · f5 чёрная пешка · c4 белая пешка · d4 белая пешка · f3 белый конь · g3 белая пешка · a2 белая пешка · b2 белая пешка · e2 белая пешка · f2 белая пешка · g2 белый слон · h2 белая пешка · a1 белая ладья · b1 белый конь · c1 белый слон · d1 белый ферзь · f1 белая ладья · g1 белый король | a8 чёрная ладья · b8 чёрный конь · c8 чёрный слон · d8 чёрный ферзь · f8 чёрная ладья · g8 чёрный король · a7 чёрная пешка · b7 чёрная пешка · c7 чёрная пешка · e7 чёрный слон · g7 чёрная пешка · h7 чёрная пешка · d6 чёрная пешка · e6 чёрная пешка · f6 чёрный конь · f5 чёрная пешка · c4 белая пешка · d4 белая пешка · f3 белый конь · g3 белая пешка · a2 белая пешка · b2 белая пешка · e2 белая пешка · f2 белая пешка · g2 белый слон · h2 белая пешка · a1 белая ладья · b1 белый конь · c1 белый слон · d1 белый ферзь · f1 белая ладья · g1 белый король | a8 чёрная ладья · b8 чёрный конь · c8 чёрный слон · d8 чёрный ферзь · f8 чёрная ладья · g8 чёрный король · a7 чёрная пешка · b7 чёрная пешка · c7 чёрная пешка · e7 чёрный слон · g7 чёрная пешка · h7 чёрная пешка · d6 чёрная пешка · e6 чёрная пешка · f6 чёрный конь · f5 чёрная пешка · c4 белая пешка · d4 белая пешка · f3 белый конь · g3 белая пешка · a2 белая пешка · b2 белая пешка · e2 белая пешка · f2 белая пешка · g2 белый слон · h2 белая пешка · a1 белая ладья · b1 белый конь · c1 белый слон · d1 белый ферзь · f1 белая ладья · g1 белый король | a8 чёрная ладья · b8 чёрный конь · c8 чёрный слон · d8 чёрный ферзь · f8 чёрная ладья · g8 чёрный король · a7 чёрная пешка · b7 чёрная пешка · c7 чёрная пешка · e7 чёрный слон · g7 чёрная пешка · h7 чёрная пешка · d6 чёрная пешка · e6 чёрная пешка · f6 чёрный конь · f5 чёрная пешка · c4 белая пешка · d4 белая пешка · f3 белый конь · g3 белая пешка · a2 белая пешка · b2 белая пешка · e2 белая пешка · f2 белая пешка · g2 белый слон · h2 белая пешка · a1 белая ладья · b1 белый конь · c1 белый слон · d1 белый ферзь · f1 белая ладья · g1 белый король | a8 чёрная ладья · b8 чёрный конь · c8 чёрный слон · d8 чёрный ферзь · f8 чёрная ладья · g8 чёрный король · a7 чёрная пешка · b7 чёрная пешка · c7 чёрная пешка · e7 чёрный слон · g7 чёрная пешка · h7 чёрная пешка · d6 чёрная пешка · e6 чёрная пешка · f6 чёрный конь · f5 чёрная пешка · c4 белая пешка · d4 белая пешка · f3 белый конь · g3 белая пешка · a2 белая пешка · b2 белая пешка · e2 белая пешка · f2 белая пешка · g2 белый слон · h2 белая пешка · a1 белая ладья · b1 белый конь · c1 белый слон · d1 белый ферзь · f1 белая ладья · g1 белый король | a8 чёрная ладья · b8 чёрный конь · c8 чёрный слон · d8 чёрный ферзь · f8 чёрная ладья · g8 чёрный король · a7 чёрная пешка · b7 чёрная пешка · c7 чёрная пешка · e7 чёрный слон · g7 чёрная пешка · h7 чёрная пешка · d6 чёрная пешка · e6 чёрная пешка · f6 чёрный конь · f5 чёрная пешка · c4 белая пешка · d4 белая пешка · f3 белый конь · g3 белая пешка · a2 белая пешка · b2 белая пешка · e2 белая пешка · f2 белая пешка · g2 белый слон · h2 белая пешка · a1 белая ладья · b1 белый конь · c1 белый слон · d1 белый ферзь · f1 белая ладья · g1 белый король | a8 чёрная ладья · b8 чёрный конь · c8 чёрный слон · d8 чёрный ферзь · f8 чёрная ладья · g8 чёрный король · a7 чёрная пешка · b7 чёрная пешка · c7 чёрная пешка · e7 чёрный слон · g7 чёрная пешка · h7 чёрная пешка · d6 чёрная пешка · e6 чёрная пешка · f6 чёрный конь · f5 чёрная пешка · c4 белая пешка · d4 белая пешка · f3 белый конь · g3 белая пешка · a2 белая пешка · b2 белая пешка · e2 белая пешка · f2 белая пешка · g2 белый слон · h2 белая пешка · a1 белая ладья · b1 белый конь · c1 белый слон · d1 белый ферзь · f1 белая ладья · g1 белый король | 6 |
| 5 | a8 чёрная ладья · b8 чёрный конь · c8 чёрный слон · d8 чёрный ферзь · f8 чёрная ладья · g8 чёрный король · a7 чёрная пешка · b7 чёрная пешка · c7 чёрная пешка · e7 чёрный слон · g7 чёрная пешка · h7 чёрная пешка · d6 чёрная пешка · e6 чёрная пешка · f6 чёрный конь · f5 чёрная пешка · c4 белая пешка · d4 белая пешка · f3 белый конь · g3 белая пешка · a2 белая пешка · b2 белая пешка · e2 белая пешка · f2 белая пешка · g2 белый слон · h2 белая пешка · a1 белая ладья · b1 белый конь · c1 белый слон · d1 белый ферзь · f1 белая ладья · g1 белый король | a8 чёрная ладья · b8 чёрный конь · c8 чёрный слон · d8 чёрный ферзь · f8 чёрная ладья · g8 чёрный король · a7 чёрная пешка · b7 чёрная пешка · c7 чёрная пешка · e7 чёрный слон · g7 чёрная пешка · h7 чёрная пешка · d6 чёрная пешка · e6 чёрная пешка · f6 чёрный конь · f5 чёрная пешка · c4 белая пешка · d4 белая пешка · f3 белый конь · g3 белая пешка · a2 белая пешка · b2 белая пешка · e2 белая пешка · f2 белая пешка · g2 белый слон · h2 белая пешка · a1 белая ладья · b1 белый конь · c1 белый слон · d1 белый ферзь · f1 белая ладья · g1 белый король | a8 чёрная ладья · b8 чёрный конь · c8 чёрный слон · d8 чёрный ферзь · f8 чёрная ладья · g8 чёрный король · a7 чёрная пешка · b7 чёрная пешка · c7 чёрная пешка · e7 чёрный слон · g7 чёрная пешка · h7 чёрная пешка · d6 чёрная пешка · e6 чёрная пешка · f6 чёрный конь · f5 чёрная пешка · c4 белая пешка · d4 белая пешка · f3 белый конь · g3 белая пешка · a2 белая пешка · b2 белая пешка · e2 белая пешка · f2 белая пешка · g2 белый слон · h2 белая пешка · a1 белая ладья · b1 белый конь · c1 белый слон · d1 белый ферзь · f1 белая ладья · g1 белый король | a8 чёрная ладья · b8 чёрный конь · c8 чёрный слон · d8 чёрный ферзь · f8 чёрная ладья · g8 чёрный король · a7 чёрная пешка · b7 чёрная пешка · c7 чёрная пешка · e7 чёрный слон · g7 чёрная пешка · h7 чёрная пешка · d6 чёрная пешка · e6 чёрная пешка · f6 чёрный конь · f5 чёрная пешка · c4 белая пешка · d4 белая пешка · f3 белый конь · g3 белая пешка · a2 белая пешка · b2 белая пешка · e2 белая пешка · f2 белая пешка · g2 белый слон · h2 белая пешка · a1 белая ладья · b1 белый конь · c1 белый слон · d1 белый ферзь · f1 белая ладья · g1 белый король | a8 чёрная ладья · b8 чёрный конь · c8 чёрный слон · d8 чёрный ферзь · f8 чёрная ладья · g8 чёрный король · a7 чёрная пешка · b7 чёрная пешка · c7 чёрная пешка · e7 чёрный слон · g7 чёрная пешка · h7 чёрная пешка · d6 чёрная пешка · e6 чёрная пешка · f6 чёрный конь · f5 чёрная пешка · c4 белая пешка · d4 белая пешка · f3 белый конь · g3 белая пешка · a2 белая пешка · b2 белая пешка · e2 белая пешка · f2 белая пешка · g2 белый слон · h2 белая пешка · a1 белая ладья · b1 белый конь · c1 белый слон · d1 белый ферзь · f1 белая ладья · g1 белый король | a8 чёрная ладья · b8 чёрный конь · c8 чёрный слон · d8 чёрный ферзь · f8 чёрная ладья · g8 чёрный король · a7 чёрная пешка · b7 чёрная пешка · c7 чёрная пешка · e7 чёрный слон · g7 чёрная пешка · h7 чёрная пешка · d6 чёрная пешка · e6 чёрная пешка · f6 чёрный конь · f5 чёрная пешка · c4 белая пешка · d4 белая пешка · f3 белый конь · g3 белая пешка · a2 белая пешка · b2 белая пешка · e2 белая пешка · f2 белая пешка · g2 белый слон · h2 белая пешка · a1 белая ладья · b1 белый конь · c1 белый слон · d1 белый ферзь · f1 белая ладья · g1 белый король | a8 чёрная ладья · b8 чёрный конь · c8 чёрный слон · d8 чёрный ферзь · f8 чёрная ладья · g8 чёрный король · a7 чёрная пешка · b7 чёрная пешка · c7 чёрная пешка · e7 чёрный слон · g7 чёрная пешка · h7 чёрная пешка · d6 чёрная пешка · e6 чёрная пешка · f6 чёрный конь · f5 чёрная пешка · c4 белая пешка · d4 белая пешка · f3 белый конь · g3 белая пешка · a2 белая пешка · b2 белая пешка · e2 белая пешка · f2 белая пешка · g2 белый слон · h2 белая пешка · a1 белая ладья · b1 белый конь · c1 белый слон · d1 белый ферзь · f1 белая ладья · g1 белый король | a8 чёрная ладья · b8 чёрный конь · c8 чёрный слон · d8 чёрный ферзь · f8 чёрная ладья · g8 чёрный король · a7 чёрная пешка · b7 чёрная пешка · c7 чёрная пешка · e7 чёрный слон · g7 чёрная пешка · h7 чёрная пешка · d6 чёрная пешка · e6 чёрная пешка · f6 чёрный конь · f5 чёрная пешка · c4 белая пешка · d4 белая пешка · f3 белый конь · g3 белая пешка · a2 белая пешка · b2 белая пешка · e2 белая пешка · f2 белая пешка · g2 белый слон · h2 белая пешка · a1 белая ладья · b1 белый конь · c1 белый слон · d1 белый ферзь · f1 белая ладья · g1 белый король | 5 |
| 4 | a8 чёрная ладья · b8 чёрный конь · c8 чёрный слон · d8 чёрный ферзь · f8 чёрная ладья · g8 чёрный король · a7 чёрная пешка · b7 чёрная пешка · c7 чёрная пешка · e7 чёрный слон · g7 чёрная пешка · h7 чёрная пешка · d6 чёрная пешка · e6 чёрная пешка · f6 чёрный конь · f5 чёрная пешка · c4 белая пешка · d4 белая пешка · f3 белый конь · g3 белая пешка · a2 белая пешка · b2 белая пешка · e2 белая пешка · f2 белая пешка · g2 белый слон · h2 белая пешка · a1 белая ладья · b1 белый конь · c1 белый слон · d1 белый ферзь · f1 белая ладья · g1 белый король | a8 чёрная ладья · b8 чёрный конь · c8 чёрный слон · d8 чёрный ферзь · f8 чёрная ладья · g8 чёрный король · a7 чёрная пешка · b7 чёрная пешка · c7 чёрная пешка · e7 чёрный слон · g7 чёрная пешка · h7 чёрная пешка · d6 чёрная пешка · e6 чёрная пешка · f6 чёрный конь · f5 чёрная пешка · c4 белая пешка · d4 белая пешка · f3 белый конь · g3 белая пешка · a2 белая пешка · b2 белая пешка · e2 белая пешка · f2 белая пешка · g2 белый слон · h2 белая пешка · a1 белая ладья · b1 белый конь · c1 белый слон · d1 белый ферзь · f1 белая ладья · g1 белый король | a8 чёрная ладья · b8 чёрный конь · c8 чёрный слон · d8 чёрный ферзь · f8 чёрная ладья · g8 чёрный король · a7 чёрная пешка · b7 чёрная пешка · c7 чёрная пешка · e7 чёрный слон · g7 чёрная пешка · h7 чёрная пешка · d6 чёрная пешка · e6 чёрная пешка · f6 чёрный конь · f5 чёрная пешка · c4 белая пешка · d4 белая пешка · f3 белый конь · g3 белая пешка · a2 белая пешка · b2 белая пешка · e2 белая пешка · f2 белая пешка · g2 белый слон · h2 белая пешка · a1 белая ладья · b1 белый конь · c1 белый слон · d1 белый ферзь · f1 белая ладья · g1 белый король | a8 чёрная ладья · b8 чёрный конь · c8 чёрный слон · d8 чёрный ферзь · f8 чёрная ладья · g8 чёрный король · a7 чёрная пешка · b7 чёрная пешка · c7 чёрная пешка · e7 чёрный слон · g7 чёрная пешка · h7 чёрная пешка · d6 чёрная пешка · e6 чёрная пешка · f6 чёрный конь · f5 чёрная пешка · c4 белая пешка · d4 белая пешка · f3 белый конь · g3 белая пешка · a2 белая пешка · b2 белая пешка · e2 белая пешка · f2 белая пешка · g2 белый слон · h2 белая пешка · a1 белая ладья · b1 белый конь · c1 белый слон · d1 белый ферзь · f1 белая ладья · g1 белый король | a8 чёрная ладья · b8 чёрный конь · c8 чёрный слон · d8 чёрный ферзь · f8 чёрная ладья · g8 чёрный король · a7 чёрная пешка · b7 чёрная пешка · c7 чёрная пешка · e7 чёрный слон · g7 чёрная пешка · h7 чёрная пешка · d6 чёрная пешка · e6 чёрная пешка · f6 чёрный конь · f5 чёрная пешка · c4 белая пешка · d4 белая пешка · f3 белый конь · g3 белая пешка · a2 белая пешка · b2 белая пешка · e2 белая пешка · f2 белая пешка · g2 белый слон · h2 белая пешка · a1 белая ладья · b1 белый конь · c1 белый слон · d1 белый ферзь · f1 белая ладья · g1 белый король | a8 чёрная ладья · b8 чёрный конь · c8 чёрный слон · d8 чёрный ферзь · f8 чёрная ладья · g8 чёрный король · a7 чёрная пешка · b7 чёрная пешка · c7 чёрная пешка · e7 чёрный слон · g7 чёрная пешка · h7 чёрная пешка · d6 чёрная пешка · e6 чёрная пешка · f6 чёрный конь · f5 чёрная пешка · c4 белая пешка · d4 белая пешка · f3 белый конь · g3 белая пешка · a2 белая пешка · b2 белая пешка · e2 белая пешка · f2 белая пешка · g2 белый слон · h2 белая пешка · a1 белая ладья · b1 белый конь · c1 белый слон · d1 белый ферзь · f1 белая ладья · g1 белый король | a8 чёрная ладья · b8 чёрный конь · c8 чёрный слон · d8 чёрный ферзь · f8 чёрная ладья · g8 чёрный король · a7 чёрная пешка · b7 чёрная пешка · c7 чёрная пешка · e7 чёрный слон · g7 чёрная пешка · h7 чёрная пешка · d6 чёрная пешка · e6 чёрная пешка · f6 чёрный конь · f5 чёрная пешка · c4 белая пешка · d4 белая пешка · f3 белый конь · g3 белая пешка · a2 белая пешка · b2 белая пешка · e2 белая пешка · f2 белая пешка · g2 белый слон · h2 белая пешка · a1 белая ладья · b1 белый конь · c1 белый слон · d1 белый ферзь · f1 белая ладья · g1 белый король | a8 чёрная ладья · b8 чёрный конь · c8 чёрный слон · d8 чёрный ферзь · f8 чёрная ладья · g8 чёрный король · a7 чёрная пешка · b7 чёрная пешка · c7 чёрная пешка · e7 чёрный слон · g7 чёрная пешка · h7 чёрная пешка · d6 чёрная пешка · e6 чёрная пешка · f6 чёрный конь · f5 чёрная пешка · c4 белая пешка · d4 белая пешка · f3 белый конь · g3 белая пешка · a2 белая пешка · b2 белая пешка · e2 белая пешка · f2 белая пешка · g2 белый слон · h2 белая пешка · a1 белая ладья · b1 белый конь · c1 белый слон · d1 белый ферзь · f1 белая ладья · g1 белый король | 4 |
| 3 | a8 чёрная ладья · b8 чёрный конь · c8 чёрный слон · d8 чёрный ферзь · f8 чёрная ладья · g8 чёрный король · a7 чёрная пешка · b7 чёрная пешка · c7 чёрная пешка · e7 чёрный слон · g7 чёрная пешка · h7 чёрная пешка · d6 чёрная пешка · e6 чёрная пешка · f6 чёрный конь · f5 чёрная пешка · c4 белая пешка · d4 белая пешка · f3 белый конь · g3 белая пешка · a2 белая пешка · b2 белая пешка · e2 белая пешка · f2 белая пешка · g2 белый слон · h2 белая пешка · a1 белая ладья · b1 белый конь · c1 белый слон · d1 белый ферзь · f1 белая ладья · g1 белый король | a8 чёрная ладья · b8 чёрный конь · c8 чёрный слон · d8 чёрный ферзь · f8 чёрная ладья · g8 чёрный король · a7 чёрная пешка · b7 чёрная пешка · c7 чёрная пешка · e7 чёрный слон · g7 чёрная пешка · h7 чёрная пешка · d6 чёрная пешка · e6 чёрная пешка · f6 чёрный конь · f5 чёрная пешка · c4 белая пешка · d4 белая пешка · f3 белый конь · g3 белая пешка · a2 белая пешка · b2 белая пешка · e2 белая пешка · f2 белая пешка · g2 белый слон · h2 белая пешка · a1 белая ладья · b1 белый конь · c1 белый слон · d1 белый ферзь · f1 белая ладья · g1 белый король | a8 чёрная ладья · b8 чёрный конь · c8 чёрный слон · d8 чёрный ферзь · f8 чёрная ладья · g8 чёрный король · a7 чёрная пешка · b7 чёрная пешка · c7 чёрная пешка · e7 чёрный слон · g7 чёрная пешка · h7 чёрная пешка · d6 чёрная пешка · e6 чёрная пешка · f6 чёрный конь · f5 чёрная пешка · c4 белая пешка · d4 белая пешка · f3 белый конь · g3 белая пешка · a2 белая пешка · b2 белая пешка · e2 белая пешка · f2 белая пешка · g2 белый слон · h2 белая пешка · a1 белая ладья · b1 белый конь · c1 белый слон · d1 белый ферзь · f1 белая ладья · g1 белый король | a8 чёрная ладья · b8 чёрный конь · c8 чёрный слон · d8 чёрный ферзь · f8 чёрная ладья · g8 чёрный король · a7 чёрная пешка · b7 чёрная пешка · c7 чёрная пешка · e7 чёрный слон · g7 чёрная пешка · h7 чёрная пешка · d6 чёрная пешка · e6 чёрная пешка · f6 чёрный конь · f5 чёрная пешка · c4 белая пешка · d4 белая пешка · f3 белый конь · g3 белая пешка · a2 белая пешка · b2 белая пешка · e2 белая пешка · f2 белая пешка · g2 белый слон · h2 белая пешка · a1 белая ладья · b1 белый конь · c1 белый слон · d1 белый ферзь · f1 белая ладья · g1 белый король | a8 чёрная ладья · b8 чёрный конь · c8 чёрный слон · d8 чёрный ферзь · f8 чёрная ладья · g8 чёрный король · a7 чёрная пешка · b7 чёрная пешка · c7 чёрная пешка · e7 чёрный слон · g7 чёрная пешка · h7 чёрная пешка · d6 чёрная пешка · e6 чёрная пешка · f6 чёрный конь · f5 чёрная пешка · c4 белая пешка · d4 белая пешка · f3 белый конь · g3 белая пешка · a2 белая пешка · b2 белая пешка · e2 белая пешка · f2 белая пешка · g2 белый слон · h2 белая пешка · a1 белая ладья · b1 белый конь · c1 белый слон · d1 белый ферзь · f1 белая ладья · g1 белый король | a8 чёрная ладья · b8 чёрный конь · c8 чёрный слон · d8 чёрный ферзь · f8 чёрная ладья · g8 чёрный король · a7 чёрная пешка · b7 чёрная пешка · c7 чёрная пешка · e7 чёрный слон · g7 чёрная пешка · h7 чёрная пешка · d6 чёрная пешка · e6 чёрная пешка · f6 чёрный конь · f5 чёрная пешка · c4 белая пешка · d4 белая пешка · f3 белый конь · g3 белая пешка · a2 белая пешка · b2 белая пешка · e2 белая пешка · f2 белая пешка · g2 белый слон · h2 белая пешка · a1 белая ладья · b1 белый конь · c1 белый слон · d1 белый ферзь · f1 белая ладья · g1 белый король | a8 чёрная ладья · b8 чёрный конь · c8 чёрный слон · d8 чёрный ферзь · f8 чёрная ладья · g8 чёрный король · a7 чёрная пешка · b7 чёрная пешка · c7 чёрная пешка · e7 чёрный слон · g7 чёрная пешка · h7 чёрная пешка · d6 чёрная пешка · e6 чёрная пешка · f6 чёрный конь · f5 чёрная пешка · c4 белая пешка · d4 белая пешка · f3 белый конь · g3 белая пешка · a2 белая пешка · b2 белая пешка · e2 белая пешка · f2 белая пешка · g2 белый слон · h2 белая пешка · a1 белая ладья · b1 белый конь · c1 белый слон · d1 белый ферзь · f1 белая ладья · g1 белый король | a8 чёрная ладья · b8 чёрный конь · c8 чёрный слон · d8 чёрный ферзь · f8 чёрная ладья · g8 чёрный король · a7 чёрная пешка · b7 чёрная пешка · c7 чёрная пешка · e7 чёрный слон · g7 чёрная пешка · h7 чёрная пешка · d6 чёрная пешка · e6 чёрная пешка · f6 чёрный конь · f5 чёрная пешка · c4 белая пешка · d4 белая пешка · f3 белый конь · g3 белая пешка · a2 белая пешка · b2 белая пешка · e2 белая пешка · f2 белая пешка · g2 белый слон · h2 белая пешка · a1 белая ладья · b1 белый конь · c1 белый слон · d1 белый ферзь · f1 белая ладья · g1 белый король | 3 |
| 2 | a8 чёрная ладья · b8 чёрный конь · c8 чёрный слон · d8 чёрный ферзь · f8 чёрная ладья · g8 чёрный король · a7 чёрная пешка · b7 чёрная пешка · c7 чёрная пешка · e7 чёрный слон · g7 чёрная пешка · h7 чёрная пешка · d6 чёрная пешка · e6 чёрная пешка · f6 чёрный конь · f5 чёрная пешка · c4 белая пешка · d4 белая пешка · f3 белый конь · g3 белая пешка · a2 белая пешка · b2 белая пешка · e2 белая пешка · f2 белая пешка · g2 белый слон · h2 белая пешка · a1 белая ладья · b1 белый конь · c1 белый слон · d1 белый ферзь · f1 белая ладья · g1 белый король | a8 чёрная ладья · b8 чёрный конь · c8 чёрный слон · d8 чёрный ферзь · f8 чёрная ладья · g8 чёрный король · a7 чёрная пешка · b7 чёрная пешка · c7 чёрная пешка · e7 чёрный слон · g7 чёрная пешка · h7 чёрная пешка · d6 чёрная пешка · e6 чёрная пешка · f6 чёрный конь · f5 чёрная пешка · c4 белая пешка · d4 белая пешка · f3 белый конь · g3 белая пешка · a2 белая пешка · b2 белая пешка · e2 белая пешка · f2 белая пешка · g2 белый слон · h2 белая пешка · a1 белая ладья · b1 белый конь · c1 белый слон · d1 белый ферзь · f1 белая ладья · g1 белый король | a8 чёрная ладья · b8 чёрный конь · c8 чёрный слон · d8 чёрный ферзь · f8 чёрная ладья · g8 чёрный король · a7 чёрная пешка · b7 чёрная пешка · c7 чёрная пешка · e7 чёрный слон · g7 чёрная пешка · h7 чёрная пешка · d6 чёрная пешка · e6 чёрная пешка · f6 чёрный конь · f5 чёрная пешка · c4 белая пешка · d4 белая пешка · f3 белый конь · g3 белая пешка · a2 белая пешка · b2 белая пешка · e2 белая пешка · f2 белая пешка · g2 белый слон · h2 белая пешка · a1 белая ладья · b1 белый конь · c1 белый слон · d1 белый ферзь · f1 белая ладья · g1 белый король | a8 чёрная ладья · b8 чёрный конь · c8 чёрный слон · d8 чёрный ферзь · f8 чёрная ладья · g8 чёрный король · a7 чёрная пешка · b7 чёрная пешка · c7 чёрная пешка · e7 чёрный слон · g7 чёрная пешка · h7 чёрная пешка · d6 чёрная пешка · e6 чёрная пешка · f6 чёрный конь · f5 чёрная пешка · c4 белая пешка · d4 белая пешка · f3 белый конь · g3 белая пешка · a2 белая пешка · b2 белая пешка · e2 белая пешка · f2 белая пешка · g2 белый слон · h2 белая пешка · a1 белая ладья · b1 белый конь · c1 белый слон · d1 белый ферзь · f1 белая ладья · g1 белый король | a8 чёрная ладья · b8 чёрный конь · c8 чёрный слон · d8 чёрный ферзь · f8 чёрная ладья · g8 чёрный король · a7 чёрная пешка · b7 чёрная пешка · c7 чёрная пешка · e7 чёрный слон · g7 чёрная пешка · h7 чёрная пешка · d6 чёрная пешка · e6 чёрная пешка · f6 чёрный конь · f5 чёрная пешка · c4 белая пешка · d4 белая пешка · f3 белый конь · g3 белая пешка · a2 белая пешка · b2 белая пешка · e2 белая пешка · f2 белая пешка · g2 белый слон · h2 белая пешка · a1 белая ладья · b1 белый конь · c1 белый слон · d1 белый ферзь · f1 белая ладья · g1 белый король | a8 чёрная ладья · b8 чёрный конь · c8 чёрный слон · d8 чёрный ферзь · f8 чёрная ладья · g8 чёрный король · a7 чёрная пешка · b7 чёрная пешка · c7 чёрная пешка · e7 чёрный слон · g7 чёрная пешка · h7 чёрная пешка · d6 чёрная пешка · e6 чёрная пешка · f6 чёрный конь · f5 чёрная пешка · c4 белая пешка · d4 белая пешка · f3 белый конь · g3 белая пешка · a2 белая пешка · b2 белая пешка · e2 белая пешка · f2 белая пешка · g2 белый слон · h2 белая пешка · a1 белая ладья · b1 белый конь · c1 белый слон · d1 белый ферзь · f1 белая ладья · g1 белый король | a8 чёрная ладья · b8 чёрный конь · c8 чёрный слон · d8 чёрный ферзь · f8 чёрная ладья · g8 чёрный король · a7 чёрная пешка · b7 чёрная пешка · c7 чёрная пешка · e7 чёрный слон · g7 чёрная пешка · h7 чёрная пешка · d6 чёрная пешка · e6 чёрная пешка · f6 чёрный конь · f5 чёрная пешка · c4 белая пешка · d4 белая пешка · f3 белый конь · g3 белая пешка · a2 белая пешка · b2 белая пешка · e2 белая пешка · f2 белая пешка · g2 белый слон · h2 белая пешка · a1 белая ладья · b1 белый конь · c1 белый слон · d1 белый ферзь · f1 белая ладья · g1 белый король | a8 чёрная ладья · b8 чёрный конь · c8 чёрный слон · d8 чёрный ферзь · f8 чёрная ладья · g8 чёрный король · a7 чёрная пешка · b7 чёрная пешка · c7 чёрная пешка · e7 чёрный слон · g7 чёрная пешка · h7 чёрная пешка · d6 чёрная пешка · e6 чёрная пешка · f6 чёрный конь · f5 чёрная пешка · c4 белая пешка · d4 белая пешка · f3 белый конь · g3 белая пешка · a2 белая пешка · b2 белая пешка · e2 белая пешка · f2 белая пешка · g2 белый слон · h2 белая пешка · a1 белая ладья · b1 белый конь · c1 белый слон · d1 белый ферзь · f1 белая ладья · g1 белый король | 2 |
| 1 | a8 чёрная ладья · b8 чёрный конь · c8 чёрный слон · d8 чёрный ферзь · f8 чёрная ладья · g8 чёрный король · a7 чёрная пешка · b7 чёрная пешка · c7 чёрная пешка · e7 чёрный слон · g7 чёрная пешка · h7 чёрная пешка · d6 чёрная пешка · e6 чёрная пешка · f6 чёрный конь · f5 чёрная пешка · c4 белая пешка · d4 белая пешка · f3 белый конь · g3 белая пешка · a2 белая пешка · b2 белая пешка · e2 белая пешка · f2 белая пешка · g2 белый слон · h2 белая пешка · a1 белая ладья · b1 белый конь · c1 белый слон · d1 белый ферзь · f1 белая ладья · g1 белый король | a8 чёрная ладья · b8 чёрный конь · c8 чёрный слон · d8 чёрный ферзь · f8 чёрная ладья · g8 чёрный король · a7 чёрная пешка · b7 чёрная пешка · c7 чёрная пешка · e7 чёрный слон · g7 чёрная пешка · h7 чёрная пешка · d6 чёрная пешка · e6 чёрная пешка · f6 чёрный конь · f5 чёрная пешка · c4 белая пешка · d4 белая пешка · f3 белый конь · g3 белая пешка · a2 белая пешка · b2 белая пешка · e2 белая пешка · f2 белая пешка · g2 белый слон · h2 белая пешка · a1 белая ладья · b1 белый конь · c1 белый слон · d1 белый ферзь · f1 белая ладья · g1 белый король | a8 чёрная ладья · b8 чёрный конь · c8 чёрный слон · d8 чёрный ферзь · f8 чёрная ладья · g8 чёрный король · a7 чёрная пешка · b7 чёрная пешка · c7 чёрная пешка · e7 чёрный слон · g7 чёрная пешка · h7 чёрная пешка · d6 чёрная пешка · e6 чёрная пешка · f6 чёрный конь · f5 чёрная пешка · c4 белая пешка · d4 белая пешка · f3 белый конь · g3 белая пешка · a2 белая пешка · b2 белая пешка · e2 белая пешка · f2 белая пешка · g2 белый слон · h2 белая пешка · a1 белая ладья · b1 белый конь · c1 белый слон · d1 белый ферзь · f1 белая ладья · g1 белый король | a8 чёрная ладья · b8 чёрный конь · c8 чёрный слон · d8 чёрный ферзь · f8 чёрная ладья · g8 чёрный король · a7 чёрная пешка · b7 чёрная пешка · c7 чёрная пешка · e7 чёрный слон · g7 чёрная пешка · h7 чёрная пешка · d6 чёрная пешка · e6 чёрная пешка · f6 чёрный конь · f5 чёрная пешка · c4 белая пешка · d4 белая пешка · f3 белый конь · g3 белая пешка · a2 белая пешка · b2 белая пешка · e2 белая пешка · f2 белая пешка · g2 белый слон · h2 белая пешка · a1 белая ладья · b1 белый конь · c1 белый слон · d1 белый ферзь · f1 белая ладья · g1 белый король | a8 чёрная ладья · b8 чёрный конь · c8 чёрный слон · d8 чёрный ферзь · f8 чёрная ладья · g8 чёрный король · a7 чёрная пешка · b7 чёрная пешка · c7 чёрная пешка · e7 чёрный слон · g7 чёрная пешка · h7 чёрная пешка · d6 чёрная пешка · e6 чёрная пешка · f6 чёрный конь · f5 чёрная пешка · c4 белая пешка · d4 белая пешка · f3 белый конь · g3 белая пешка · a2 белая пешка · b2 белая пешка · e2 белая пешка · f2 белая пешка · g2 белый слон · h2 белая пешка · a1 белая ладья · b1 белый конь · c1 белый слон · d1 белый ферзь · f1 белая ладья · g1 белый король | a8 чёрная ладья · b8 чёрный конь · c8 чёрный слон · d8 чёрный ферзь · f8 чёрная ладья · g8 чёрный король · a7 чёрная пешка · b7 чёрная пешка · c7 чёрная пешка · e7 чёрный слон · g7 чёрная пешка · h7 чёрная пешка · d6 чёрная пешка · e6 чёрная пешка · f6 чёрный конь · f5 чёрная пешка · c4 белая пешка · d4 белая пешка · f3 белый конь · g3 белая пешка · a2 белая пешка · b2 белая пешка · e2 белая пешка · f2 белая пешка · g2 белый слон · h2 белая пешка · a1 белая ладья · b1 белый конь · c1 белый слон · d1 белый ферзь · f1 белая ладья · g1 белый король | a8 чёрная ладья · b8 чёрный конь · c8 чёрный слон · d8 чёрный ферзь · f8 чёрная ладья · g8 чёрный король · a7 чёрная пешка · b7 чёрная пешка · c7 чёрная пешка · e7 чёрный слон · g7 чёрная пешка · h7 чёрная пешка · d6 чёрная пешка · e6 чёрная пешка · f6 чёрный конь · f5 чёрная пешка · c4 белая пешка · d4 белая пешка · f3 белый конь · g3 белая пешка · a2 белая пешка · b2 белая пешка · e2 белая пешка · f2 белая пешка · g2 белый слон · h2 белая пешка · a1 белая ладья · b1 белый конь · c1 белый слон · d1 белый ферзь · f1 белая ладья · g1 белый король | a8 чёрная ладья · b8 чёрный конь · c8 чёрный слон · d8 чёрный ферзь · f8 чёрная ладья · g8 чёрный король · a7 чёрная пешка · b7 чёрная пешка · c7 чёрная пешка · e7 чёрный слон · g7 чёрная пешка · h7 чёрная пешка · d6 чёрная пешка · e6 чёрная пешка · f6 чёрный конь · f5 чёрная пешка · c4 белая пешка · d4 белая пешка · f3 белый конь · g3 белая пешка · a2 белая пешка · b2 белая пешка · e2 белая пешка · f2 белая пешка · g2 белый слон · h2 белая пешка · a1 белая ладья · b1 белый конь · c1 белый слон · d1 белый ферзь · f1 белая ладья · g1 белый король | 1 |
|   | a | b | c | d | e | f | g | h |   |

## Спортивные результаты
| Год       | Город          | Соревнование                                                                      | + | −  | = | Результат | Место             |
| --------- | -------------- | --------------------------------------------------------------------------------- | - | -- | - | --------- | ----------------- |
| 1914      | Женева         | Первенство Женевы                                                                 |   |    |   |           | 1                 |
| 1917      | Петроград      | Турнир Петроградского шахматного собрания                                         |   |    |   |           |                   |
| 1920      | Москва         | Всероссийская шахматная олимпиада                                                 | 5 | 6  | 2 | 7 из 15   | 9—10              |
|           | Москва         | Первенство Москвы                                                                 |   |    |   | 3 из 12   | 7                 |
| 1922      | Лиепая         | Первенство Лиепаи                                                                 |   |    |   |           |                   |
|           | Петроград      | Первенство Петрограда                                                             |   |    |   |           |                   |
|           | Петроград      | Матч Петроград — Москва (3-я доска, против П. А. Романовского)                    | 1 | 0  | 1 | 1½ из 2   |                   |
| 1922 / 23 | Москва         | Первенство Москвы                                                                 |   |    |   | 6 из 10   | 3—5               |
| 1923      | Петроград      | 2-й чемпионат СССР                                                                | 3 | 4  | 5 | 5½ из 12  | 7—8               |
| 1924      | Ленинград      | Турнир I категории                                                                |   |    |   |           |                   |
|           | Ленинград      | Первенство Ленинграда                                                             |   |    |   | 4 из 10   | 4                 |
|           | Москва         | 3-й чемпионат СССР                                                                | 4 | 7  | 6 | 7 из 17   | 13                |
| 1925      | Ленинград      | «Турнир 10-ти» (Е. Д. Боголюбов и 9 ленинградских шахматистов)                    | 2 | 3  | 4 | 4 из 9    | 5                 |
|           | Ленинград      | Первенство Ленинграда                                                             |   |    |   | 8½ из 11  | 1—4               |
|           | Ленинград      | 4-й чемпионат СССР                                                                | 7 | 4  | 8 | 11 из 19  | 6—8               |
|           | Ленинград      | Матч с Я. Г. Рохлиным (квалификационный, на звание мастера)                       | 3 | 3  | 2 | 4 : 4     |                   |
|           | Москва         | Международный турнир                                                              | 7 | 6  | 7 | 10½ из 20 | 9—10              |
| 1926      | Москва         | Матч Москва — Ленинград (3-я доска, против В. И. Ненарокова)                      | 1 | 1  | 0 | 1 из 2    |                   |
|           | Ленинград      | Командное первенство профсоюзов Ленинграда                                        |   |    |   |           |                   |
|           | Ленинград      | Первенство Ленинграда                                                             | 6 | 0  | 3 | 7½ из 9   | 1                 |
|           | Ленинград      | Первенство Северо-Западной области                                                | 5 | 0  | 5 | 7½ из 10  | 2                 |
|           | Стокгольм      | Матч Стокгольм — Ленинград (1-я доска, против Г. Нюхольма)                        | 1 | 0  | 1 | 1½ из 2   |                   |
| 1927      | Москва         | Первенство ВЦСПС                                                                  |   |    |   |           |                   |
|           | Берлин         | I Конгресс Шахинтерна                                                             | 5 | 0  | 4 | 7 из 9    | 1                 |
|           | Берлин         | Командное первенство Шахинтерна (сборная СССР, 1-я доска)                         |   |    |   |           | команда — чемпион |
|           | Москва         | 5-й чемпионат СССР                                                                | 7 | 7  | 6 | 10 из 20  | 9                 |
| 1928      | Ленинград      | Первенство Ленинграда                                                             | 6 | 3  | 6 | 9 из 15   | 5                 |
| 1929      | Ленинград      | Первенство Ленинграда                                                             | 5 | 1  | 1 | 5½ из 7   | 1                 |
|           | Берлин         | Матч рабочая сборная Берлина — сборная железнодорожников Ленинграда (против Чаха) | 1 |    |   |           |                   |
|           | Одесса         | 6-й чемпионат СССР (четвертьфинальный турнир, группа № 1)                         | 2 | 1  | 5 | 4½ из 8   | 3—4               |
| 1929 / 30 | Ленинград      | Матч с В. В. Рагозиным (квалификационный, на звание мастера)                      | 2 | 4  | 4 | 4 : 6     |                   |
| 1930      | Ленинград      | Турнир ленинградских мастеров                                                     |   |    |   | 5½ из 8   | 2                 |
|           | Ленинград      | Матч Ленинград — Москва профсоюза рабпроса (против А. С. Сергеева)                | 1 |    |   |           |                   |
|           | Ленинград      | Матч сборная Ленинграда — сборная ленинградских вузов (против М. М. Ботвинника)   | 0 | 1  | 0 | 0 из 1    |                   |
| 1931      | Москва         | Полуфинал 7-го чемпионата СССР                                                    |   |    |   |           |                   |
|           | Москва         | 7-й чемпионат СССР                                                                | 7 | 7  | 3 | 8½ из 17  | 10—12             |
| 1932      | Ленинград      | Первенство Ленинграда                                                             | 4 | 3  | 4 | 6 из 11   | 3—5               |
| 1932 / 33 | Ленинград      | Турнир ленинградских мастеров (в Доме ученых)                                     |   |    |   | 5½ из 10  | 2—3               |
| 1933      | Ленинград      | Первенство ленинградского губотдела рабпроса                                      |   |    |   |           |                   |
|           | Ленинград      | Турнир ленинградских мастеров                                                     |   |    |   | 7½ из 13  | 5—6               |
| 1934 / 35 | Ленинград      | 9-й чемпионат СССР                                                                | 6 | 11 | 2 | 7 из 19   | 18—19             |
| 1936      | Ленинград      | Первенство Ленинграда                                                             | 7 | 3  | 4 | 9 из 14   | 3                 |
|           | Ленинград      | Отборочный турнир мастеров (к 10-му чемпионату СССР)                              |   |    |   |           |                   |
| 1936 / 37 | Ленинград      | Матч с А. П. Сокольским (квалификационный, на звание мастера)                     | 4 | 4  | 9 | 8½ : 8½   |                   |
| 1937      | Тбилиси        | 10-й чемпионат СССР                                                               | 3 | 7  | 9 | 7½ из 19  | 16—18             |
|           | Ленинград      | Международный турнир (в рамках гастролей Р. Файна)                                | 0 | 2  | 3 | 1½ из 5   | 6                 |
|           | Ленинград      | Матч Ленинград — Москва (против Н. М. Зубарева)                                   | 1 | 0  | 1 | 1½ из 2   |                   |
| 1937/1938 | Ленинград      | Первенство Ленинграда                                                             | 7 | 5  | 3 | 8½ из 15  | 5                 |
| 1938      | Ленинград      | Полуфинал 11-го чемпионата СССР                                                   | 3 | 8  | 6 | 6 из 17   | 15—16             |
|           | Ленинград      | Первенство Ленинграда                                                             | 1 | 3  | 9 | 5½ из 13  | 10                |
| 1939      | Ленинград      | Первенство Ленинграда                                                             | 6 | 3  | 6 | 9 из 15   | 3—6               |
| 1940      | Ленинград      | Командное первенство Ленинграда                                                   |   |    |   |           |                   |
|           | Ленинград      | Турнир четырёх шахматистов                                                        |   |    |   |           |                   |
| 1941      | Ростов-на-Дону | Полуфинал 13-го чемпионата СССР (группа I)                                        | 2 | 2  | 2 | 3 из 6    | [ 15 ]            |